# Cultuurimperialisme
Cultuurimperialisme of cultuurverdringing is het opleggen van de eigen cultuur aan een gedomineerde partij door een partij die de culturele hegemonie heeft. Deze vorm van imperialisme moet dan leiden tot culturele aanpassing van die eerste groep. Naast deze min of meer gedwongen variant, wordt het begrip ook wel toegepast als een cultuur vrijwillig over wordt genomen, zoals bij Amerikanisering. Het wordt dan veelal als pejoratief gebruikt door de tegenstanders.
Aanpassing is een sociologisch proces dat in het beste geval geleidelijk aan plaatsvindt, maar vaak onderdeel is van imperialistische of centralistische of supranationale politiek. Net als alle cultureel-sociologische processen staat ook dit niet op zichzelf maar wordt het beïnvloed door alle instituties als economische, ideologische, religieuze factoren.
De overgang van de ene cultuur naar de andere is geen waardevrij gebeuren. De opgelegde cultuur wordt om diverse oorzaken als beter of nuttiger beschouwd, dan wel beschouwd als levensnoodzakelijk.
Culturele aanpassing kan op diverse manieren opgelegd worden:
1. transmigratie
2. via economische maatregelen
3. via institutionele maatregelen
4. via wettelijk opgelegde maatregelen

## Wettelijke maatregelen
Een scala aan mogelijkheden staan open om ongewenste culturele uitingen te dwarsbomen of onmogelijk te maken: het heffen van zware belastingen, het streng in de gaten houden van cultuurvoortbrengers, het verbieden en vernietigen van cultuuruitingen.
Een voorbeeld is de Kulturkammer die de Duitse bezetter doorheen geheel Europa het culturele leven oplegde teneinde de totalitaire culturele visie van de nazi's door te voeren. Een ander het weigeren een andere taal dan de officieel toegestane voor de rechtbank toe te staan.

## Institutionele maatregelen
De cultuuroverdragende instituties kunnen ingezet worden om een oorspronkelijke cultuur af te leren of inferieur te doen lijken. In de opvoeding, het onderwijs, het verenigingsleven en in de religie kan de ongewenste cultuur genegeerd of vernederend behandeld worden.
Historische voorbeelden zijn de belastingen die moslims niet-moslims opleggen in een islamitische staat, het toepassen van een taal op religieus gebied (Latijn in de Katholieke Kerk, Arabisch in de moskee), het pas rond 1920 mogelijk maken van fatsoenlijk Nederlandstalig onderwijs in Vlaanderen, de straffen die op scholen worden uitgedeeld als de tongval een dialect of streektaal verraadt. Dit alles maakte dat de minderheidsgroeperingen zich sociaal ongelijkwaardig behandeld voelden.

## Economische maatregelen
Op economisch gebied kunnen inkomensmaatregelen, handelsboycots, kartelvorming en uitsluitingen ingezet worden.
Voorbeelden zijn de uithongering van Biafra door Nigeria, het afnemen van uitkeringen bij onvoldoende integratie-inspanningen, de boycot van Joodse winkels van 1933 in nazi-Duitsland, het weigeren allochtonen aan te nemen op de arbeidsmarkt, het overnemen door kabelmaatschappijen van grote aantallen Engelstalige commerciële radio- en tv-media, het beleid van Coca Cola ten opzichte van lokale frisdranken.

## Transmigratie
Door het koloniseren van gebied door een bevolkingsgroep met een dominante cultuur, kan de plaatselijke cultuur, indien deze zwak is en geen verweer heeft, hierdoor worden verdrongen.
Voorbeelden van cultuurimperialisme van staatswege zijn het westerse kolonialisme, Indonesië dat massaal Javanen naar Westelijk Nieuw-Guinea en Sulawesi verhuist, China dat Han-Chinezen verplaatst naar het boeddhistische Tibet en de islamitische provincie Xinjiang - zie sinificatie - en de Sovjet-Unie, waar Jozef Stalin Russen naar de Baltische staten liet verhuizen - russificatie.
Ook vrijwillige migratie van grote groepen kan tot cultuurimperialisme leiden: in Europa, bijvoorbeeld in Franse steden en dorpen als Trappes, waar migranten uit Noord-Afrika de oorspronkelijke bevolking hebben verdrongen en islamistische tendensen zijn waar te nemen.

## Verzet
Verzet tegen cultuurimperialisme komt van volksnationalistische, linksnationalistische, ecologische, traditionele en anti-globalistische zijde.